# Динамо-Янтарь (женский волейбольный клуб)
«Дина́мо-Янта́рь» (2002—2006 — «Динамо» (Московская область)) — российская женская волейбольная команда, входившая в структуру спортивного клуба «Динамо».

## Достижения
- 2-е место в чемпионате России — 2004.
- 3-е место в чемпионате России — 2006.

## История
Женский волейбольный клуб «Динамо» (Московская область) был образован в 2002 году по инициативе руководства спортивного клуба «Динамо» ФСБ России и волейбольного клуба «Уралочка». Команда заняла место в высшей лиге «А» екатеринбургского «Малахита» — фарм-клуба «Уралочки». В первый свой сезон 2002/03 «Динамо» было укомплектовано в основном молодыми, но уже опытными волейболистками, выступавшими ранее за «Уралочку». За команду играли Ирина Тебенихина, Марина Шешенина, Елена Сенникова, Ольга Фатеева и другие. Заняв в высшей лиге «А» 2-е место, подмосковное «Динамо» вышло в суперлигу, сменив в ней выбывший в том же году «Аэрофлот-Малахит» (Екатеринбург).
В своём дебютном сезоне в суперлиге «Динамо» (Московская область) фактически играло роль второй команды системы «Уралочки», которая отрядила в динамовские ряды значительную часть своих игроков во главе с Екатериной Гамовой. Также за подмосковный клуб в сезоне 2003/04 выступали и другие игроки сборной России: Ирина Тебенихина, Марина Шешенина, Елена Плотникова, Наталья Вдовина, Ольга Фатеева. Тренерами команды являлись сам Николай Карполь и Валентина Огиенко, возглавлявшие одновременно и «Уралочку»-НТМК. Имея столь грозный состав «Динамо» без особого труда завоевало «серебро» российского первенства, уступив в финале лишь самой «Уралочке»-НТМК 2:3.
В следующем сезоне «Динамо» представляло уже самостоятельную силу в российском женском волейболе, хотя президентом клуба ещё оставался Николай Карполь. Главным тренером стал опытный наставник Михаил Омельченко, работавший в конце 1980-х-начале 1990-х годов помощником Карполя в сборных СССР и России. Чемпионат 2004/2005, а также 2005/06 запомнился болельщикам появлением в составе двух российских клубов («Уралочки» и «Динамо» Моск.обл.) кубинских волейболисток. За подмосковное «Динамо» играли Яйма Ортис и Марта Санчес (2005 г.), а затем Сойла Баррос и Росир Кальдерон (2006 г.).
В сезоне 2004/05 команда выступила не слишком удачно, заняв 6 место, но в следующем сумела вернуть себе место на пьедестале почёта, завоевав «бронзу» в серии за 3-е место всё с той же «Уралочкой»-НТМК, оставив уральский суперклуб без медалей впервые с 1975 года.
В 2006 году по предложению Всероссийской федерации волейбола и правительства Калининградской области было принято решение о перемещении команды в Калининград и её переименовании. В сезоне 2006/07 команда заявлена как «Динамо-Янтарь» (Калининград), хотя продолжала базироваться в Москве. В октябре 2009 команда сменила формальную калининградскую прописку на фактическую московскую. Сам женский волейбольный клуб «Динамо-Янтарь» влился в структуру спортивного клуба «Динамо».
После окончания чемпионата России 2010/2011 было объявлено о расформировании команды.

## Волейболистки клуба в сборной России
В 2004 году в составе сборной России серебряными призёрами олимпийских игр стали Екатерина Гамова, Елена Плотникова, Ирина Тебенихина, Марина Шешенина, проведшие сезон в составе подмосковного «Динамо», а также Ольга Чуканова, перешедшая в команду в том же году.
В 2005 году бронзовые медали чемпионата Европы в составе сборной России завоевала Ольга Сажина.
В ноябре 2006 года игрок «Динамо-Янтаря» Ольга Житова стала чемпионкой мира, выступая за сборную России. Турнир сильнейших команд планеты проходил в Японии и завершился финальным противостоянием команд России и Бразилии. В упорном матче победу одержали россиянки со счётом 3:2.
Кроме этого, Житова в том же году стала серебряным призёром Гран-При и победителем европейского отборочного турнира к Гран-При 2007.

## Арена
Домашние матчи «Динамо-Янтарь» проводит в московском дворце спорта «Динамо». Построен в 1980 году к Олимпиаде-80. Вместимость 5000 зрителей. Адрес: Москва, ул. Лавочкина, 32. Также служит домашней площадкой мужской волейбольной команды «Динамо» (Москва). Интернет-сайт арены

## Сезон 2007—2008
В чемпионате России 2008 года команда «Динамо-Янтарь» (Калининград) провела 15 игр, из которых выиграла 7 и 8 проиграла. Соотношение партий 27:31. Итог — 7 место.
За команду выступали (в скобках количество проведённых игр):
связующие — Ольга Хржановская (Чуканова) (15), Елена Будылина (4);
центральные — Ольга Житова (15), Ирина Сухова (15), Наталья Назарова (6);
нападающие — Нелли Алишева (15), Ольга Сажина (15), Оксана Ковальчук (14), Анна Киселёва (10), Мария Базанова (5);
либеро — Елена Ганшина (15).
Главный тренер — Михаил Омельченко.

## Сезон 2008—2009
Перед началом сезона состав «Динамо-Янтаря» претерпел изменения. Из прекратившего существование женского волейбольного клуба ЦСКА пришли в команду Елена Муртазаева и Ольга Букреева, из «Университета-Белогорье» перешли Виктория Кожина и Анна Артамонова, из итальянского «Санта-Кроче» — румынка Мирела Коржетану, из московского «Динамо» — молодая Ксения Дрожженова. Также пополнила состав Анна Ларина, выступавшая в прошлом за хабаровский «Самородок». Ушли из команды О.Ковальчук (в липецкий «Индезит») и Е.Будылина (в столичное «Динамо»). Возглавил команду новый главный тренер Сергей Алексеев.
В чемпионате России команда выступила неудачно, потеряв в последнем туре место в числе восьми лучших команд, не попав таким образом в плей-офф первенства. В последующем турнире за 9-12 места «Динамо-Янтарь» одержал 5 побед в 6 матчах, заняв итоговое 9-е место. Всего же на счету команды в чемпионате 28 матчей. из которых выиграно 15, проиграно 13. Соотношение партий 57:54.
За команду выступали (в скобках количество проведённых игр):
связующие — Ольга Хржановская (Чуканова) (28), Виктория Кожина (25);
центральные — Ольга Житова (27), Елена Муртазаева (26), Ирина Сухова (20);
нападающие — Ольга Букреева (28), Нелли Алишева (26), Наталья Назарова (24), Ольга Сажина (22), Анна Киселёва (21), Мирелла Коржетану (20), Ксения Дрожженова (1);
либеро — Анна Ларина (28).

### Состав
| №  | Имя, фамилия      | Год рождения | Рост | Амплуа      | Гражданство |
| -- | ----------------- | ------------ | ---- | ----------- | ----------- |
| 1  | Нелли Алишева     | 1983         | 206  | нападающая  | Россия      |
| 2  | Елена Ганшина     | 1979         | 180  | либеро      | Россия      |
| 3  | Мария Базанова    | 1987         | 180  | либеро      | Россия      |
| 4  | Ирина Сухова      | 1984         | 190  | центральная | Россия      |
| 5  | Елена Муртазаева  | 1981         | 190  | центральная | Россия      |
| 6  | Ольга Букреева    | 1987         | 187  | нападающая  | Россия      |
| 7  | Анна Ларина       | 1983         | 168  | либеро      | Россия      |
| 8  | Виктория Кожина   | 1980         | 175  | связующая   | Россия      |
| 9  | Наталья Назарова  | 1988         | 188  | центральная | Россия      |
| 10 | Ольга Житова      | 1983         | 189  | центральная | Россия      |
| 11 | Анна Киселёва     | 1991         | 183  | нападающая  | Россия      |
| 12 | Ксения Дрожженова | 1989         | 188  | нападающая  | Россия      |
| 13 | Ольга Хржановская | 1980         | 178  | связующая   | Россия      |
| 14 | Мирела Коржетану  | 1977         | 192  | нападающая  | Румыния     |
| 15 | Ольга Сажина      | 1986         | 186  | нападающая  | Россия      |
| 16 | Надежда Матюхина  | 1989         | 185  | нападающая  | Россия      |
| 17 | Анна Артамонова   | 1980         | 190  | нападающая  | Россия      |

- Главный тренер — Сергей Владимирович Алексеев.
- Старший тренер — Александр Владимирович Гусев.
- Тренер — Дмитрий Викторович Хржановский.
- Тренер («Динамо»-РГУФКСТ) — Андрей Олегович Кожин.
- Тренер-статистик — Сергей Борисович Житов.

## Сезон 2009—2010
В межсезонье команду покинули Хржановская и Коржетану. Перешли в «Динамо-Янтарь» либеро Александра Виноградова из фарм-команды московского «Динамо» и связующая из одесской «Джинестры» Александра Перетятько.

### Состав
| №  | Имя, фамилия           | Год рождения | Рост | Амплуа      | Гражданство |
| -- | ---------------------- | ------------ | ---- | ----------- | ----------- |
| 1  | Нелли Алишева          | 1983         | 204  | нападающая  | Россия      |
| 2  | Александра Перетятько  | 1984         | 185  | связующая   | Украина     |
| 3  | Ксения Дрожженова      | 1989         | 188  | центральная | Россия      |
| 4  | Ирина Сухова           | 1984         | 190  | центральная | Россия      |
| 5  | Елена Муртазаева       | 1981         | 190  | центральная | Россия      |
| 6  | Ольга Букреева         | 1987         | 187  | нападающая  | Россия      |
| 7  | Анна Ларина            | 1983         | 168  | либеро      | Россия      |
| 8  | Виктория Кожина        | 1980         | 175  | связующая   | Россия      |
| 9  | Наталья Назарова       | 1988         | 188  | центральная | Россия      |
| 10 | Ольга Житова           | 1983         | 189  | центральная | Россия      |
| 11 | Анна Киселёва          | 1991         | 183  | нападающая  | Россия      |
| 12 | Александра Виноградова | 1988         | 175  | либеро      | Россия      |
| 13 | Кристина Бем           | 1991         | 188  | нападающая  | Россия      |
| 15 | Ольга Сажина           | 1986         | 186  | нападающая  | Россия      |
| 16 | Татьяна Невидимова     | 1990         | 204  | нападающая  | Россия      |

- Главный тренер — Сергей Владимирович Алексеев.
- Тренер — Александр Владимирович Гусев.
- Тренер («Динамо»-РГУФКСТ) — Андрей Олегович Кожин.

## Сезон 2010—2011
В межсезонье команда лишилась целого ряда ведущих игроков и в итоге закончила чемпионат на последнем месте.

### Состав
| №  | Имя, фамилия               | Год рождения | Рост | Амплуа      | Гражданство |
| -- | -------------------------- | ------------ | ---- | ----------- | ----------- |
| 1  | Нелли Алишева              | 1983         | 204  | нападающая  | Россия      |
| 2  | Надежда Сак                | 1982         | 193  | центральная | Россия      |
| 3  | Анастасия Коновалова       | 1990         | 187  | центральная | Россия      |
| 4  | Ирина Сухова               | 1984         | 190  | центральная | Россия      |
| 5  | Екатерина Орлова           | 1987         | 193  | нападающая  | Россия      |
| 6  | Морган Бэк                 | 1987         | 189  | нападающая  | США         |
| 7  | Анна Ларина                | 1983         | 168  | либеро      | Россия      |
| 8  | Дарья Белокоровкина        | 1987         | 180  | связующая   | Россия      |
| 9  | Наталья Назарова           | 1988         | 188  | центральная | Россия      |
| 10 | Ксения Домниди             | 1991         | 175  | либеро      | Россия      |
| 11 | Ольга Рыжова               | 1984         | 185  | центральная | Россия      |
| 12 | Марина Милетич             | 1983         | 180  | нападающая  | Хорватия    |
| 15 | Светлана Сурцева (Акулова) | 1984         | 178  | связующая   | Россия      |

- Главный тренер — Сергей Владимирович Алексеев.
- Старший тренер — Александр Владимирович Гусев.
- Тренер-статистик — Сергей Олегович Буркин.
- Врач — Александр Николаевич Фёдоров.
- Массажист — Павел Владимирович Лёвкин.

### Роспуск команды
В мае 2011 года команда прекратила своё существование.